# Zdravko Krivokapić
Zdravko Krivokapić (1958) é um professor universitário que foi primeiro-ministro do Montenegro  entre 2020 e 2022. Sua eleição se deve à articulação das coalizões eleitorais entre três partidos centro-direita que são o Pelo Futuro do Montenegro (ZBCG), da qual era o líder, A Paz é a Nossa Nação (MNN) e o Preto no Branco (CnB).
Ele prometeu “progressos significativos” nas negociações para a inclusão de Montenegro à União Europeia.